# Spoorlijn aansluiting Gerschede - Bottrop Hauptbahnhof
De spoorlijn aansluiting Gerschede - Bottrop Hauptbahnhof is een Duitse spoorlijn en is als spoorlijn 2242 onder beheer van DB Netze.

## Geschiedenis
Het traject werd door de Preußische Staatseisenbahnen geopend op 15 november 1911.  

## Treindiensten
De lijn is alleen in gebruik voor goederenvervoer.

## Aansluitingen
In de volgende plaatsen is of was er een aansluiting op de volgende spoorlijnen:
aansluiting Gerschede
DB 2243, spoorlijn tussen de aansluiting Essen-Dellwig en Bottrop Süd
Bottrop Hauptbahnhof
DB 2246, spoorlijn tussen de aansluiting Hugo - Oberhausen-Osterfeld Süd
DB 2250, spoorlijn tussen Oberhausen-Osterfeld Süd en Hamm

## Elektrificatie
Het traject werd in 1971 geëlektrificeerd met een wisselspanning van 15.000 volt 16⅔ Hz.